# Massengut

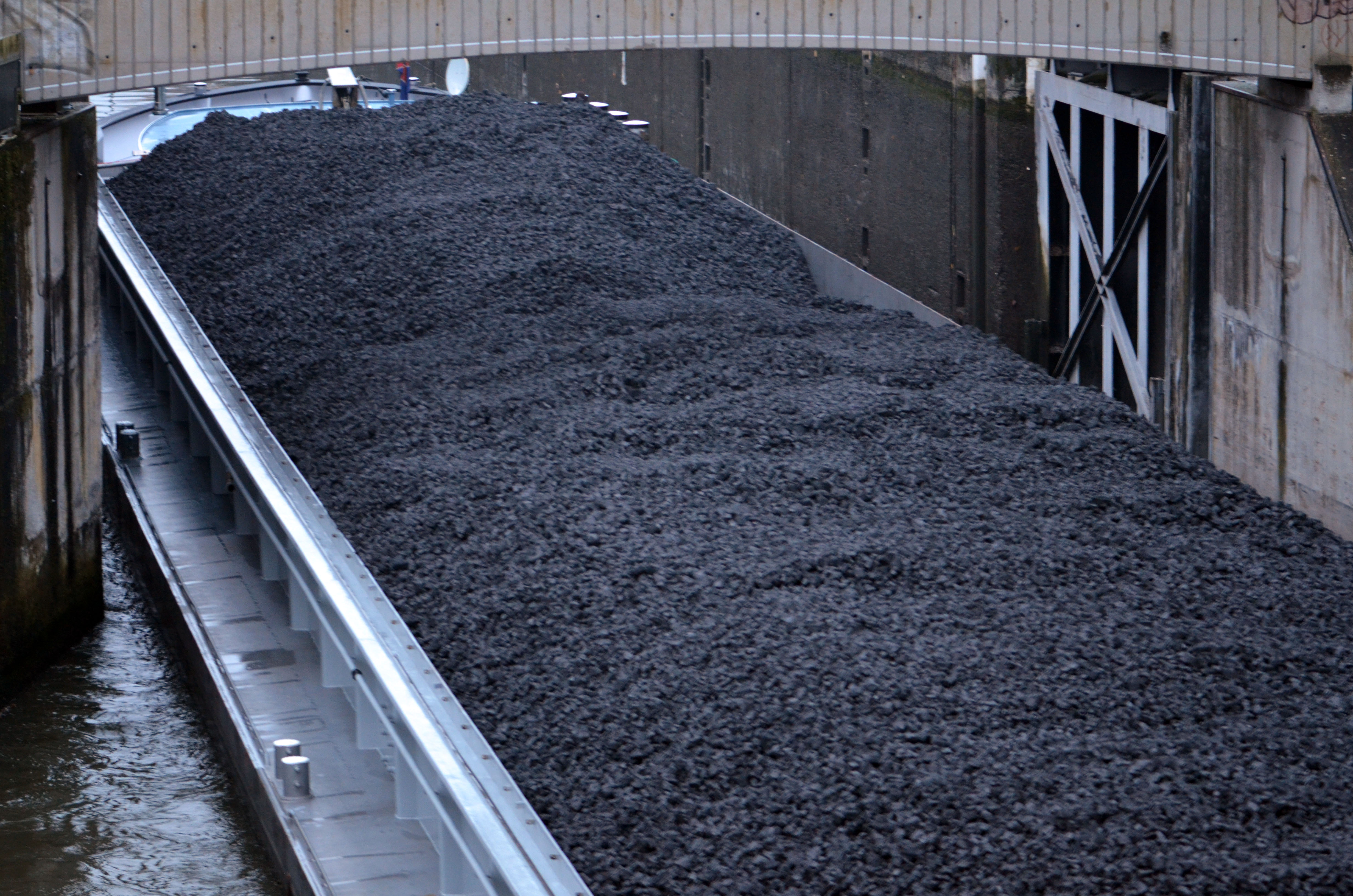
Kohle als unverpacktes Massengut

Massengut, auch Bulkware, Bulk-Ware oder kurz Bulk (englisch bulk ‚Masse‘, ‚Menge‘), ist ein Transportgut oder eine Handelsware, die unverpackt als Flüssigkeit oder als Schüttgut vorliegt.
Speziell in der Schifffahrt ist jedes Frachtgut Massengut, wenn es eine gesamte Schiffsladung oder zumindest den größten Teil davon einnimmt; also auch solche, die man normalerweise als Stückgut ansehen würde, z. B. Bananen, Automobile, Kaffee in Säcken, lebende Tiere oder Baumstämme. 
Es handelt sich um Waren in großer Liefermenge, die meist nicht für den Endverbraucher bestimmt sind, sondern für Händler und weiterverarbeitende Unternehmen, und meist noch in ein Endprodukt einfließen. Bei Bulkware handelt es sich somit oft um Halbfabrikate und Produktionsgut.

## Seefrachtbereich und Luftfracht
Aufgrund ihres meist physikalisch gleichmäßigen Charakters eignen sich Massengüter sehr gut für Transport und Massengutumschlag. Man kann sie unter anderem wie folgt einteilen:
1. Flüssige Massengutladung (liquid bulk) wie Erdöl, Flüssiggas, Flüssigerdgas, und flüssige Erdölerzeugnisse, sowie
2. Feste Massengutladung (dry bulk).

Letztere kann wiederum unterteilt werden in
- festes Massengut in granulöser Form (Schüttgut) wie Erz, Kohle, Bauxit, Phosphat, Zement, Getreide oder
- festes Massengut in stückiger Form (Stückgut) wie Baumstämme, Papier, Automobile oder Stahl.[1]

Festes Massengut in granulöser Form kann in Bigbags gelagert und transportiert werden, rieselfähiges und flüssiges in IBCs (Intermediate Bulk Container).

## Bauteile
Im IT-Bereich wird Hardware (Festplatten, Prozessoren, CD-Brenner), die ohne Handbücher und Treiber oder sonstiges Zubehör vertrieben werden, als bulkware bezeichnet.
Elektronische Bauteile in bulk-Verpackung sind ungeordnet in größerer Stückzahl in Tüten oder Kästen abgefüllt. Im Gegensatz dazu gibt es gegurtete Ware (tape & reel) oder solche in Trays.

## Pharma- und Kosmetik-Industrie, Lebensmittelindustrie, Mineralölindustrie, Wasch- und Reinigungsmittel
In der Pharmaindustrie wird unterschieden zwischen Arzneistoffen und Arzneimitteln. Arzneistoffe, auch Wirkstoffe genannt, werden oft in Bulk-Mengen von einigen 100 kg, mehreren 1000 kg oder sogar größeren Mengen hergestellt und gehandelt und dann in der pharmazeutischen Industrie – ggf. unter Zugabe von Hilfsmitteln – in Arzneimittel umgewandelt und verpackt, so entstehen beispielsweise Tabletten, Dragées oder Infusionslösungen. Analog werden in der Kosmetik-Industrie beispielsweise große Mengen (Bulkware) Shampoo hergestellt und dann in Einzelpackungen portioniert. Ebenso verfährt man bei der Herstellung von Pflanzenschutzmitteln aus Pflanzenschutz-Wirkstoff oder in der Mineralölindustrie bei Schmierstoffen, die zuerst als Bulkware hergestellt und nachfolgend in Einzelverpackungen dem Verbraucher angeboten werden. Von der Lebensmittelindustrie wird beispielsweise gefriergetrockneter Kaffee in Partien von mehreren 100 kg Masse (= Bulkware), verpackt in Bigbags an Verarbeitungs- oder Verpackungsfirmen vertrieben.

## Vorteile
Da bei Bulkware die typischen Elemente eines verkaufsfertigen Produkts – etwa die (farbig bedruckte) Verkaufsverpackung und die gedruckte Bedienungsanleitung, gelegentlich auch Softwarebeigaben – fehlen, wird diese häufig günstiger als die Retail-Variante verkauft (siehe auch: Bündelangebot, Boxed). Oft fehlt bei Bulkware auch eine erweiterte Herstellergarantie; die gesetzliche Gewährleistung seitens des Verkäufers entfällt dadurch aber nicht. 
Ein logistischer Vorteil liegt in der Handhabung von Großpackungen für flüssige und rieselfähige Güter in Form eines IBC.